# Forever (álbum de Spice Girls)
Forever é o terceiro álbum de estúdio do girl group britânico Spice Girls, lançado em 1 de novembro de 2000 pela Virgin Records. 
Forever é o primeiro e único álbum do grupo sem Geri Halliwell, que mais tarde voltou à banda para o álbum Greatest Hits, em 2007. Apesar de não vender tão bem como seus dois álbuns anteriores, Forever vendeu 11 milhões de cópias em todo o mundo, alcançando o número dois, no Reino Unido e mais tarde recebeu certificado de platina naquele país, pelas vendas superiores a 900.000 cópias. Em todo o mundo, o álbum vendeu mais de milhões de cópias, uma fração do que Spice (1996) e Spiceworld (1997) venderam. 
O primeiro e único single do álbum, com duas faixas lado A, "Holler" e "Let Love Lead the Way", estreou como número um na parada britânica UK Singles Chart, tornando-se o nono single número um do grupo. O single natalino de 1998 do grupo, "Goodbye", lançado quase dois anos antes, também foi incluído no álbum, como faixa de encerramento.

## Antecedentes
Durante a Spiceworld Tour, no início de 1998, o grupo assumiu um projeto inicial para escrever e gravar músicas para um possível terceiro álbum e um álbum ao vivo. O conceito original para este "3º Álbum", foi mostrar canções solo, duetos e covers com as cinco integrantes, a fim de promover a ideia de que as Spice Girls eram todas indivíduais, mas poderiam se unir como um só. As garotas foram a Dublin's Windmill Lane Studios, com Richard Stannard e Matt Rowe para trabalhar em um novo álbum e criar gravações para um álbum ao vivo. Com a partida repentina de Geri Halliwell, o projeto tomou uma volta principal, com muitas das canções já produzidas sendo desfeitas e o álbum ao vivo, cancelado.
As Spice Girls gravaram seu single de Natal, "Goodbye", em julho de 1998, durante a etapa norte-americana da Spiceworld Tour. Mais uma vez, as meninas se uniram com Stannard e Rowe. Elas também gravaram "My Strongest Suit", para o álbum conceitual para o musical Aida. Nos dois anos entre o lançamento de "Goodbye" em dezembro de 1998 e o lançamento de Forever em novembro de 2000, o grupo, juntamente com a imagem da música pop em geral, mudou dramaticamente. Esperando cultivar uma imagem mais madura, o grupo uniu-se com uma equipe de novos produtores americanos para dar Forever um som mais R&B. Isto significou que muito do que foi gravado com Eliot Kennedy, Richard Stannard e Matt Rowe seria excluído de Forever.
Entre as faixas excluídas está uma canção intitulada "W.O.M.A.N.", Ainda em dezembro de 1999, parecia que o grupo tinha a intenção de incluí-lo em seu próximo álbum, como elas realizaram em sua turnê de Natal, na Spiceworld. A música foi pensada para ser muito na veia de Spiceworld e, finalmente, é por isso que não foi incluído. Em uma entrevista com o biógrafo David Sinclair, Stannard relata sua decepção com a omissão de "MULHER": "Eu pensei que a música era realmente interessante liricamente, porque estava fazendo a progressão de meninas para mulheres, o que era algo que Matt e eu pensávamos, que era o que elas precisavam, de algo para sugerir que ainda eram o mesmo grupo de amigas, mas elas estavam ganhando mais maturidade."

## Singles
"Holler" e "Let Love Lead the Way", foram escolhidos como os singles principais de Forever. Lançados como single duplo, alcançou o número um no UK Singles Chart e se tornou o nono número um das Spice Girls no Reino Unido, e também atingiu top 10 em outros noves países. Nos Estados Unidos, não conseguiu ganhar muito sucesso e não entrou na Billboard Hot 100.
"Goodbye", lançada dois anos antes como single em 1998, foi incluída no álbum como décima primeira faixa. A música foi um sucesso comercial, vendendo mais de 3.5 milhões de cópias mundialmente e também atingiu o pico número um no UK Singles Chart e onze na Billboard Hot 100. Os singles promocionais "Tell Me Why" e "If You Wanna Have Some Fun", foram lançados em novembro de 2000 e no início de 2001, respectivamente. No entanto, esses singles nunca foram lançados comercialmente. Um vídeo promocional foi lançado para "If You Wanna Have Some Fun" em novembro de 2000.

## Promoção
As garotas performaram "Holler" e "Let Love Lead the Way" na edição de 2000 do MTV Europe Music Awards, Top of the Pops, o National Lottery e CD:UK.
Durante a promoção do álbum, Melanie Brown promoveu Forever e seu álbum solo Hot, no Reino Unido e Japão, enquanto Melanie C estava no meio de sua turnê europeia.
Emma Bunton e Victoria Beckham, promoveram Forever nos Estados Unidos e apareceram no Showbiz Today, no The Daily Show, no Entertainment Tonight e no VH1 Vogue Fashion Awards. A aparição de Bunton e Beckham no VH1 Vogue Fashion Awards foi usada no filme Zoolander.

## Recepção crítica
| Críticas profissionais | Críticas profissionais |
| Pontuações agregadas   | Pontuações agregadas   |
| Fonte                  | Avaliação              |
| ---------------------- | ---------------------- |
| Metacritic             | (45/100)               |
| Avaliações da crítica  |                        |
| Fonte                  | Avaliação              |
| Allmusic               | [ 9 ]                  |
| Amazon                 | (negativo)             |
| Billboard              | (positivo)             |
| CDNOW                  | (positivo)             |
| Entertainment.ie       | [ 12 ]                 |
| Entertainment Weekly   | (C)                    |
| Rolling Stone          | [ 14 ]                 |
| Sonic Net              | (misto)                |
| Sputnikmusic           | [ 15 ]                 |

Após a seu lançamento, o álbum recebeu críticas mistas a negativas da maioria dos críticos de música, com base em uma pontuação agregada de 45/100 de Metacritic. Stephen Thomas Erlewine, editor da AllMusic, classificou dois doe cinco estrelas e disse: "Claro, elas fazem todos os movimentos certos, contratando o produtor de super-estrela Rodney Jerkins, para controlar a maioria das partes e tentar parecer maduras, mas isso resulta em um disco que é curiosamente auto-consciente e plano." Erlewine concluiu:"Forever mostra como as meninas percebeeram que esse é o seu álbum final, e elas colocaram em apenas o suficiente esforço para torná-lo palatável, mas não o suficiente para torná-lo apetitoso. A revisão de Billboard foi positiva, observando: "O disco transborda com batidas de funk oportunas e o tipo de canções bem-crafted que são feitos de No.1 batidas." Courtney Kemp do Amazon deu ao disco a ctegoria negativa, julgando isso "A estratégia da Forever é um pouco diferente dos outros dois álbuns anteriores e este álbum poderia decepcionar seus antigos fãs e alienar os novos". Uma crítica do CDNOW, foi positiva, sentindo que Forever é "um suflê espumoso de um álbum pesado Sobre os groovy, dance, beats e go-girl goodwill, luz sobre profundidade." Andrew Lynch do Entertainment.ie, deu ao álbum uma classificação de três e meia-estrelas (de cinco) e comentou:" A produção é tão liso Como sempre, mas uma parte enorme desse velho entusiasmo do Poder da Menina parece ter drenado e caído - e com ele a maior parte da diversão que costumava resgatar sua pegajosidade fundamental. Uma péssima nota de rodapé para um fenômeno pop verdadeiramente notável."
James Hunter, da Rolling Stone, deu uma crítica mista, escrevendo: "Forever provavelmente provocará uma reação em algum lugar no meio, com uma exceção, é apenas OK." David Browne do Entertainment Weekly, deu ao álbum uma classificação "C", Resumindo: "Todo clichê de gênero, desde as harmonias homogeneizadas a instrumentos de cordas delicadamente arrancados, até interjeições de rapper masculino, está firmemente no lugar. A música é tão de bom gosto, contendo uma linha de montagem proficiente que faz singles como Say You'll Be There, Há um som como o mais punk rock." A revisão da Sonic Net, julgou:"Sim, este é o seu álbum mais "maduro", aquele onde o combo efervescente, fez o que poderia ser contado para o suficiente hooky, com insinuações para excitar meninas pré-adolescentes e jovens sujos, aspirantes a aspirar a algum tipo de relevância pop mais duradouro. Que se traduz em baladas e uma dose enorme de R&B-lite. Tudo parece muito profissional, embora apenas um fã hardcore pode negar que a flor é definitivamente Off the rose". Uma revisão positiva veio da Sputnikmusic, opinando:" Com Forever as Spice Girls mostrou que cada ato pop tem sua vida útil. Eles soam um pouco cansado e seus corações não estavam no álbum. Forever também mostra o que poderia ter sido se elas realmente deram o tudo de si e fez um álbum que era verdadeiramente elas. As cinco boas músicas de Forever podem segurar o álbum, mas não completamente."

## Desempenho comercial

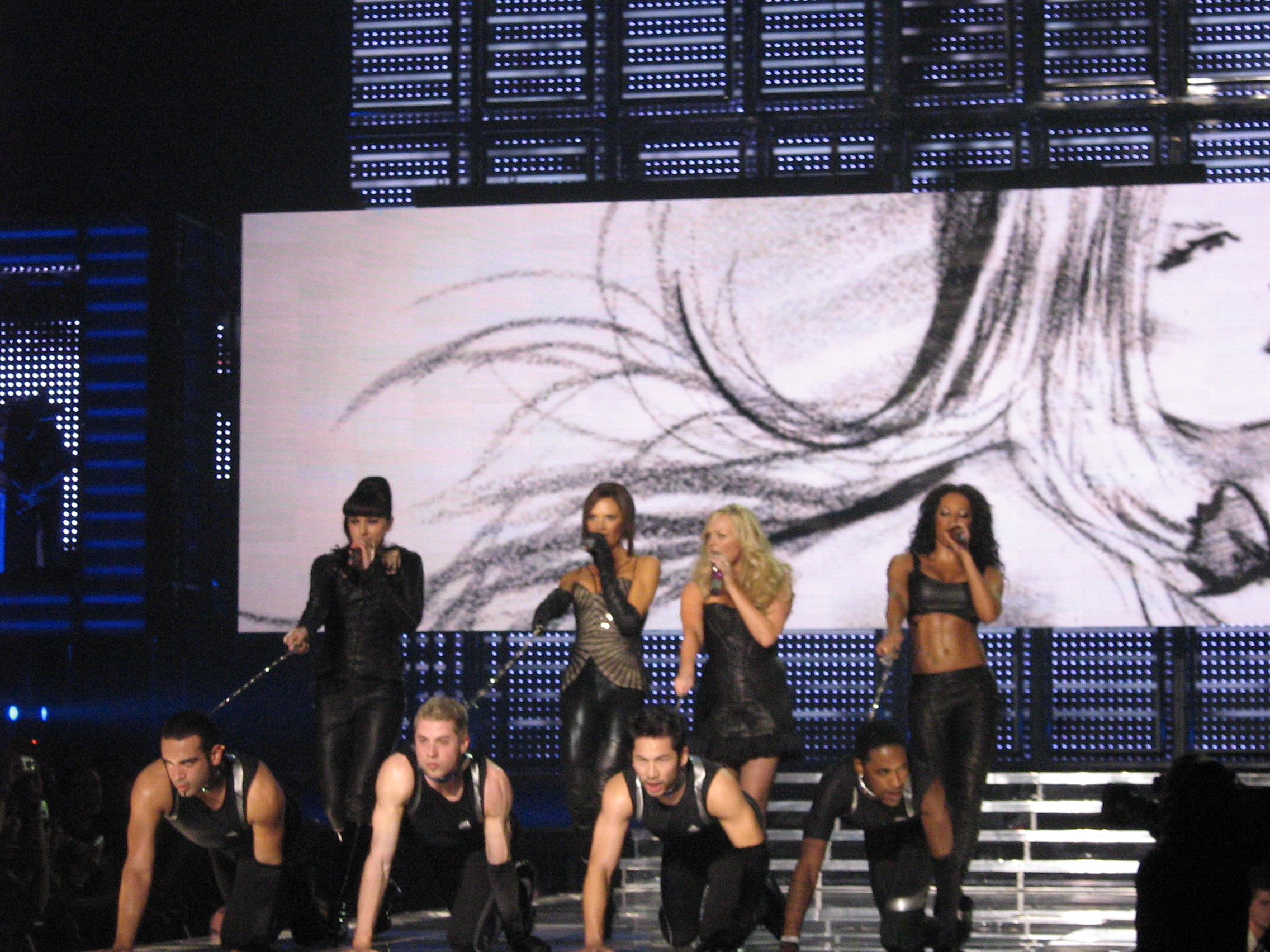
Spice Girls performando "Holler" em Cologne, Alemanha.

Forever vendeu 11 milhões de cópias em todo o mundo tornando-se um álbum de enorme sucesso, mas as vendas cairam significativamente em comparação com seus dois primeiros álbuns. O álbum alcançou o número 2 no Reino Unido e passou um total de oito semanas nos charts. Foi certificado Platina lá pelas vendas superiores a mais de 900.000 cópias lá. Na Austrália, atingiu o pico no número nove, e foi certificado de ouro lá. O álbum alcançou o número dez na Áustria,  e também foi certificado de ouro lá. No Canadá, chegou ao número seis, e foi certificado platina dupla lá, tornando-se a mais alta certificação para Forever. O álbum também atingiu o sexto lugar na Alemanha, mas foi certificado de ouro lá. Na Irlanda, atingiu um pico no número 25. O álbum alcançou o número quinze nas paradas da Nova Zelândia, ele foi certificado Ouro lá. Na Suíça, chegou ao número onze, e foi certificado Platina. Nos Estados Unidos, o álbum alcançou sucesso altamente moderado, só atingiu o número 11, vendendo 1.207.000 cópias.

## Lista de faixas
| Forever – Edição padrão |                              | |                                                    |         |  |
| N.º                     | Título                       | Compositor(es) | Produtor(es)                                       | Duração |  |
| 1.                      | "Holler"                     | Rodney Jerkins LaShawn "The Big Shiz" Daniels Fred Jerkins III Victoria Beckham Melanie Brown Emma Bunton Melanie Chisholm | Jerkins Daniels [a]                                | 4:15    |  |
| 2.                      | "Tell Me Why"                | Jerkins Jerkins III Daniels Mischke Butle Beckham Brown Bunton                                                             | Jerkins Daniels [a]                                | 4:13    |  |
| 3.                      | "Let Love Lead the Way"      | Jerkins Daniels Jerkins III Harvey Mason Jr Beckham Brown Bunton Chisholm                                                  | Mason Jr Jerkins Daniels                           | 4:57    |  |
| 4.                      | "Right Back at Ya"           | Beckham Brown Bunton Chisholm Eliot Kennedy Tim Lever                                                                      | Fred Jerkins III Daniels Kennedy [a] Sue Drake [a] | 4:09    |  |
| 5.                      | "Get Down with Me"           | | Jerkins Smith Daniels [a]                          | 3:45    |  |
| 6.                      | "Wasting My Time"            | Jerkins III Daniels Brown Bunton Chisholm                                                                                  | Uncle Freddie Daniels                              | 4:13    |  |
| 7.                      | "Weekend Love"               | Jerkins Jerkins III Daniels Beckham Brown Bunton Chisholm                                                                  | Jerkins Daniels [a]                                | 4:04    |  |
| 8.                      | "Time Goes By"               | Jerkins III Jerkins Daniels Butle Beckham Brown Bunton                                                                     | Jerkins Uncle Freddie Daniels                      | 4:51    |  |
| 9.                      | "If You Wanna Have Some Fun" | James Harris III Terry Lewis Beckham Brown Bunton Chisholm                                                                 | Jimmy Jam and Terry Lewis                          | 5:25    |  |
| 10.                     | "Oxygen"                     | Harris III Lewis Beckham Brown Bunton Chisholm                                                                             | Jimmy Jam and Terry Lewis                          | 4:55    |  |
| 11.                     | "Goodbye"                    | Beckham Brown Bunton Chisholm Richard Stannard Matt Rowe                                                                   | Stannard Rowe                                      | 4:35    |  |
| Duração total:          | Duração total:               | Duração total: | Duração total:                                     | 48:28   |  |

| Forever – Edição japonesa |                      |                                                           |                 |         |  |
| N.º                       | Título               | Compositor(es)                                            | Produtor(es)    | Duração |  |
| 12.                       | "Holler" (MAW Remix) | Jerkins Daniels Jerkins III Beckham Brown Bunton Chisholm | Jerkins Daniels | 8:30    |  |
| Duração total:            | Duração total:       | Duração total:                                            | Duração total:  | 56:58   |  |

Notas
- ↑[a]  Denota um produtor vocal

## Singles
| - RU: 1. "Goodbye" — released 2. "Holler"/"Let Love Lead the Way" — released 3. "If You Wanna Have Some Fun" 4. "Tell Me Why" 5. "Weekend Love" - América do Norte/Ásia: 1. "Goodbye" — released 2. "Holler" — released in Canada/Asia, airplay in the U.S. 3. "Let Love Lead the Way" — released in Canada/Asia 4. "Weekend Love" - Asia 5. "Tell Me Why" -Asia 6. "If You Wanna Have Some Fun" - Asia | - Europa/Austrália 1. "Goodbye" — released 2. "Holler"/"Let Love Lead the Way" — released 3. "Tell Me Why" 4. "Weekend Love" 5. "If You Wanna Have Some Fun" - América Latina 1. "Holler" 2. "Let Love Lead the Way" 3. "Tell Me Why"/"If You Wanna Have Some Fun" — "Tell Me Why" was sent to radio stations and "If You Wanna Have Some Fun" to video outlets at the same time |

## Desempenho nas tabelas musicais
| Chart (2000)                             | Maior posição |
| ---------------------------------------- | ------------- |
| Alemanha (German Albums Chart)           | 6             |
| Austrália (Australian ARIA Albums Chart) | 9             |
| Áustria (Austrian Albums Chart)          | 10            |
| Bélgica (Belgian Flemish Albums Chart)   | 44            |
| Bélgica (Belgian Walloon Albums Chart)   | 39            |
| Canadá (Canadian Albums Chart)           | 6             |
| França (French SNEP Albums Chart)        | 43            |
| Escócia (Scottish Albums Chart)          | 4             |
| EUA (Billboard 200)                      | 39            |
| Finlândia (Finnish Albums Chart)         | 24            |
| Irlanda (Irish Albums Chart)             | 25            |
| Itália (Italian Albums Chart)            | 11            |
| Noruega (Norwegian Albums Chart)         | 26            |
| Nova Zelândia (New Zealand Albums Chart) | 15            |
| Países Baixos (Dutch Albums Chart)       | 30            |
| Reino Unido (UK Albums Chart)            | 2             |
| Suécia (Swedish Albums Chart)            | 24            |
| Suíça (Swiss Albums Chart)               | 11            |
| Chart (2002)                             | Maior posição |
| Reino Unido (UK Albums Chart)            | 93            |

| Chart (2000)                        | Posição |
| ----------------------------------- | ------- |
| Austrália (Australian Albums Chart) | 74      |

## Vendas e certificações
| Região                                                                                             | Certificação | Vendas    |
| -------------------------------------------------------------------------------------------------- | ------------ | --------- |
| Alemanha (BVMI)                                                                                    | Ouro         | 150,000^  |
| Austrália (ARIA)                                                                                   | Ouro         | 35,000^   |
| Áustria (IFPI Áustria)                                                                             | Ouro         | 25,000*   |
| Bélgica (BEA)                                                                                      | Ouro         | 25,000*   |
| Brasil (Pro-Música Brasil)                                                                         | Ouro         | 100,000*  |
| Canadá (Music Canada)                                                                              | 2× Platina   | 200,000^  |
| Espanha (PROMUSICAE)                                                                               | Ouro         | 50,000^   |
| França (SNEP)                                                                                      | Ouro         | 100,000*  |
| Nova Zelândia (RMNZ)                                                                               | Ouro         | 7,000^    |
| Países Baixos (NVPI)                                                                               | Ouro         | 40,000^   |
| Reino Unido (BPI)                                                                                  | Platina      | 300,000   |
| Suíça (IFPI Suíça)                                                                                 | Platina      | 50,000^   |
| Resumos                                                                                            |              |           |
| Mundialmente                                                                                       |              | 5,000,000 |
| *números de vendas baseados somente na certificação ^distribuições baseadas apenas na certificação |              |           |

## Histórico de lançamento
| Região      | Data                  | Formato | Gravadora       |
| ----------- | --------------------- | ------- | --------------- |
| Japão       | 1 de novembro de 2000 | CD      | EMI Music Japan |
| Reino Unido | 6 de novembro de 2000 | CD      | Virgin          |
| Canadá      | 7 de novembro de 2000 | CD      | EMI             |
| EUA         | 7 de novembro de 2000 | CD      | Virgin          |